# Plešivec (okres Rožňava)
Plešivec (maďarsky Pelsőc) je obec na Slovensku v okrese Rožňava. Leží v západní části Slovenského krasu, při ústí potoka Štítnik do řeky Slané, v sevřeném údolí mezi planinami Koniarskou, Plešiveckou a Silickou. Žije zde přibližně 2 200 obyvatel.

## Historie
První písemná zmínka o vesnici pochází z roku 1243. Původně středověké městečko bylo sídlem šlechtického roku Bebeků, kteří si zde postavili nížinný hrad a rodový kostel, gotickou stavbu ze 14. století. Počátkem 18. století se Plešivec stal správním střediskem Gemerské župy, kterým byl do roku 1883, kdy bylo sídlo přesunuto do Rimavské Soboty.
Roku 1874 sem byla přivedena železnice, šlo o slepou odbočku z tratě Miškovec–Lučenec údolím Slané z Bánréve přes Plešivec a Rožňavu do Dobšiné. Roku 1893 odsud byla vyvedena další odbočka přes Revúcu do Muráně a roku 1894 ještě jedna do Slavošovců. Z Plešivce se tak stal lokální železniční uzel. Význam zdejší trati narostl v 50. letech 20. století, kdy byla vybudována propojka z Rožňavy do Turně nad Bodvou, čímž zde začal provoz rychlíkové a nákladní dopravy na trase Zvolen–Košice.

## Doprava
Ve městě se nachází vlakové a autobusové nádraží. Ve zdejší uzlové stanici zastavují pouze rychlíky na trati Zvolen–Košice, osobní vlaky po hlavní trati ani odbočkách provozovány nejsou.

## Pamětihodnosti
- Hrad – z hradu se zachovala pouze část jedné ze zdí vysoká cca 6 metrů.
- Gotický kostel ze 14. století s výjimečnými freskami.[4]
- Nedaleko kostela se nachází pozdně barokní malovaná zvonice z roku 1807.[4]
- Župní dům ( také nazývaný stoliční dům),byl postaven v letech 1716 až 1719. Začátkem 19. století prošel klasicistní úpravou. Sídlí zde obecní úřad. Na domě je pamětní deska, připomínající, že v tomto domě byli na smrt odsouzeni Štefan Marko Daxner, Ján Francisci-Rimavský a Michal Miloslav Bakulíny (krátce před vykonáním rozsudku mimořádný soud Gemerské stolice trest smrti obviněným zrušil).[5]

## Partnerské obce
- Alsózsolca, Maďarsko

## Galerie

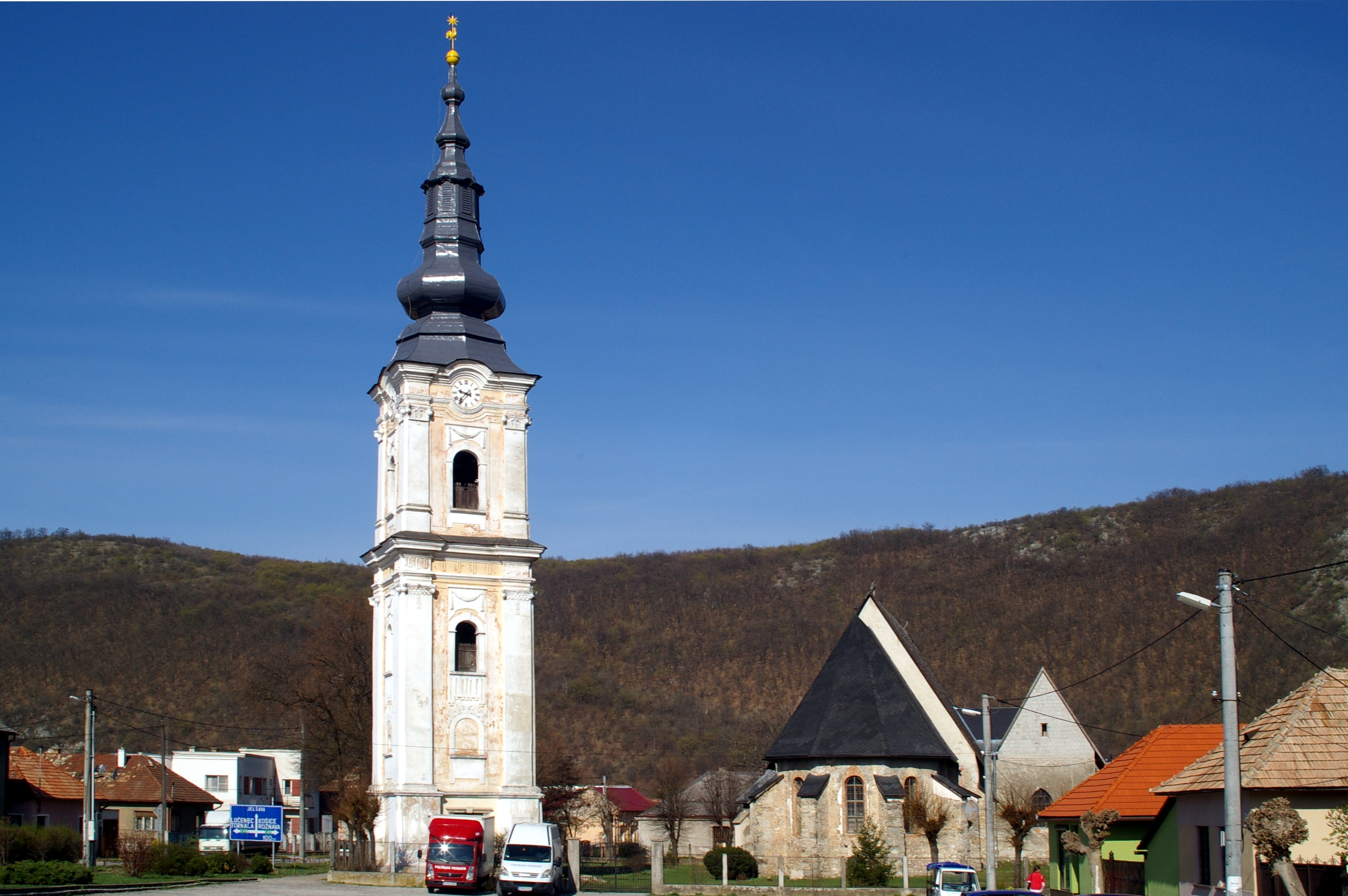
Zvonice a rodový kostel
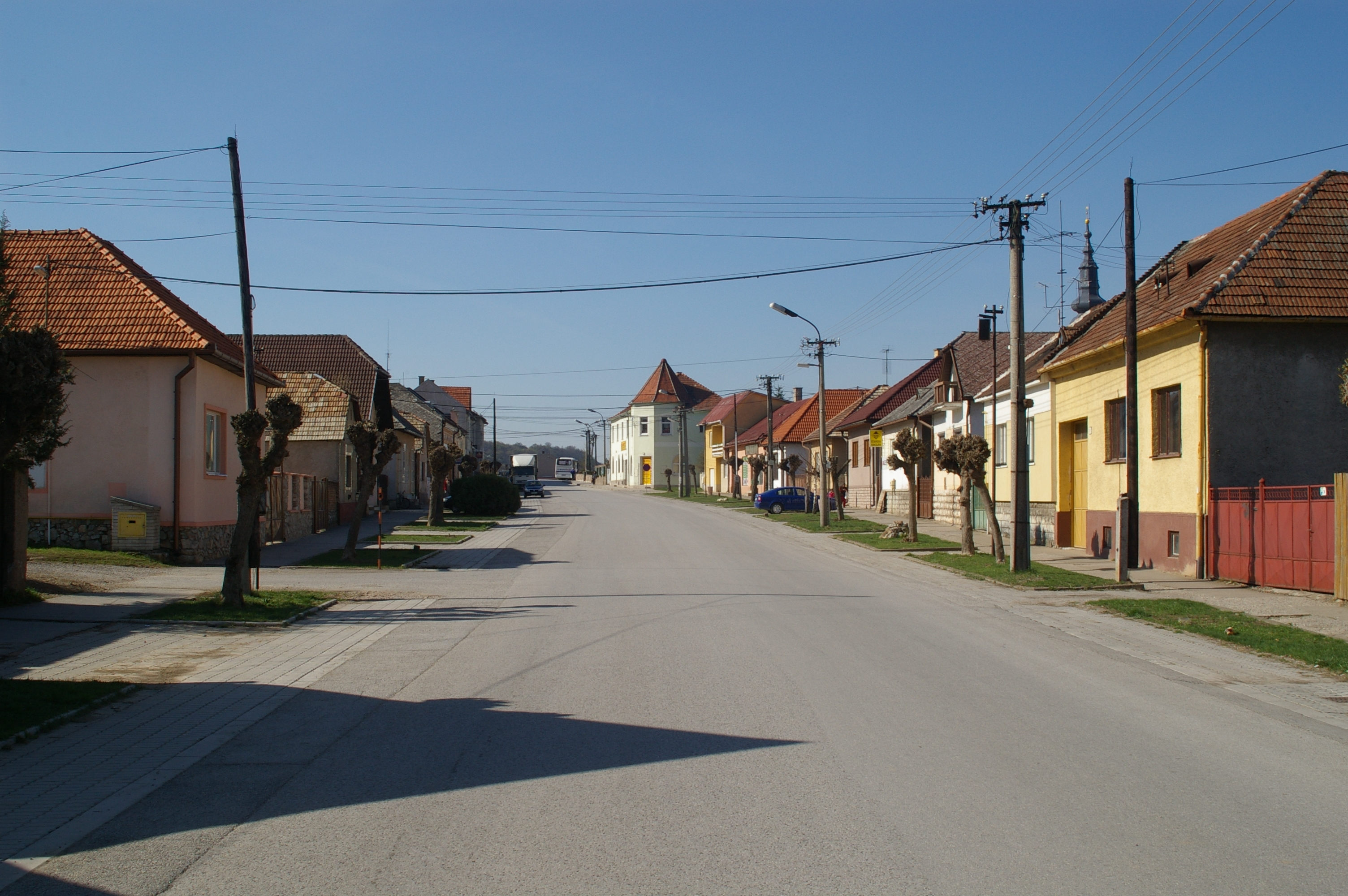
V centru Plešivce